# Chris Quinn
Pour les articles homonymes, voir Quinn.
Chris Quinn, né le 27 septembre 1983 à La Nouvelle-Orléans (Louisiane), aux États-Unis, est un joueur et entraîneur américain de basket-ball. Il évolue au poste de meneur.

## Palmarès
- Vainqueur de l'EuroCoupe 2012